# Buenavista de Cortés
Buenavista de Cortés es una localidad del estado mexicano de Guanajuato. Es parte del municipio de Pénjamo.

## Demografía
| Gráfica de evolución demográfica |
|                                  |

| Censo | Población |
| ----- | --------- |
| 1910  | 402       |
| 1921  | 293       |
| 1930  | 436       |
| 1940  | 561       |
| 1950  | 732       |
| 1960  | 789       |
| 1970  | 767       |
| 1980  | 1 300     |
| 1990  | 1 284     |
| 2000  | 1 294     |
| 2010  | 1 368     |
| 2020  | 1 533     |